# 女王斑蝶
女王斑蝶（学名：Danaus gilippus)，是蛺蝶科斑蝶亚科下的一种蝴蝶
。

## 描述
形态类似君主斑蝶（D. plexippus)，但小些，翅膀的底色是深棕色，前翅有些白点。雄蝶的后翅中央有一斑点可以释放信息素
。

## 分布
此种分布于美洲，由美国南部南至阿根廷，包括伊斯帕尼奥拉岛
。

## 亚种
此种分三亚种。
- Danaus gilippus berenice (美国东南部)[4]
- Danaus gilippus strigosus (美国西南部)[5]
- Danaus gilippus thersippus (美国西南部南至南美洲)[6]